# Эвтаназия
Эвтана́зия (от греч. εὖ — хорошо + θάνᾰτος — смерть) — практика прекращения жизни человека или другого живого существа, страдающего неизлечимым заболеванием и испытывающего вследствие этого заболевания невыносимые страдания.

## Виды эвтаназии
Выделяются два основных вида эвтаназии: пассивная эвтаназия (намеренное прекращение медиками поддерживающей терапии) и активная эвтаназия (введение умирающему медицинских препаратов либо другие действия, которые влекут за собой быструю и безболезненную смерть). К активной эвтаназии часто относят и самоубийство с врачебной помощью (предоставление больному по его просьбе препаратов, сокращающих жизнь).
Помимо этого, необходимо различать добровольную и недобровольную эвтаназию. Добровольная эвтаназия осуществляется по просьбе больного или с предварительно высказанного согласия (например, в США распространена практика заранее и в юридически достоверной форме выражать свою волю об отказе быть реанимированным в случае потери сознания). Недобровольная эвтаназия осуществляется без согласия больного, как правило, находящегося в бессознательном состоянии. Она производится на основании решения родственников, опекунов и т. п. Совет по этике и судебным делам Американской медицинской ассоциации допускает при этом, что эти решения могут быть «не обоснованными». Однако, в случае «компетентного решения», считается, что люди имеют право принимать решения, которые другие считают неразумными, поскольку их выбор проходит через компетентно обоснованный процесс и совместим с их личными ценностями.
При современном уровне медицинских технологий можно очень долго поддерживать в теле жизнь при помощи различных аппаратов, а отключение этих аппаратов может считаться пассивной эвтаназией. Однако, исходя из определения, которое было дано в 2003 году в докладе Европейской ассоциации паллиативной помощи и к настоящему времени принято всеми международными организациями, эвтаназия может быть только активной (намеренное введение врачом соответствующих препаратов и т. п.) и только добровольной (по просьбе самого больного). То есть, согласно этому определению, прекращение жизнеобеспечения не считается эвтаназией. Если же введение смертельных лекарств не добровольно, то это — убийство. По современному определению к эвтаназии не относят и ассистированное врачом самоубийство, когда врач по просьбе пациента предоставляет ему лекарственные препараты с целью самоубийства.

## История
Термин «эвтаназия» впервые употреблён Фрэнсисом Бэконом в XVI веке для определения «лёгкой смерти».
«Краткий оксфордский словарь» даёт три значения слова «эвтаназия»: первое — «спокойная и лёгкая смерть», второе — «средства для этого», третье — «действия по её осуществлению».
До начала Второй мировой войны идея эвтаназии была широко распространена в ряде европейских стран. В то время эвтаназия и евгеника пользовались достаточно высокой популярностью в медицинских кругах европейских стран, однако действия нацистов, такие как программа Т-4, надолго дискредитировали эти идеи. Среди известных людей стоит отметить З. Фрейда, который из-за неизлечимой формы рака полости рта с помощью доктора Шура совершил эвтаназию в своём лондонском доме 23 сентября 1939 года, прежде пережив 31 операцию по удалению опухолей под местной анестезией (наркоз в таких операциях в то время не применялся).

## Отношение к эвтаназии

### Эвтаназия и клятва Гиппократа
Идея эвтаназии в конце XX века становится всё более и более популярной, одновременно с более широким использованием другого важного понятия — качества жизни. Однако клятва Гиппократа в её традиционной форме содержит запрет на содействие уходу из жизни:

Я не дам никому просимого у меня смертельного средства и не покажу пути для подобного замысла…— Клятва Гиппократа // Гиппократ. Избранные книги. — М., 1994. — С. 87—88.

### Аргументы «за» и «против»
В своей книге специалисты по этике А. А. Гусейнов и Р. Г. Апресян приводят ряд общих аргументов «за» и «против» эвтаназии, касающихся её принципиальной допустимости или недопустимости:
| Аргументы «За» | Аргументы «Против» |
| --- | --- |
| Жизнь есть благо только тогда, когда в целом удовольствия превалируют над страданиями, положительные эмоции — над отрицательными.          | Осуществляется выбор не между жизнью-страданием и жизнью-благом, а между жизнью в форме страдания и отсутствием жизни в какой бы то ни было форме.       |
| Жизнь можно считать благом до тех пор, пока она имеет человеческую форму, существует в поле культуры, нравственных отношений и разумности. | В рамках мировоззрения, признающего жизнь высшим благом, эвтаназия недопустима.                                                                          |
| Поддержание жизни на стадии умирания требует больших финансовых затрат.                                                                    | Этот аргумент следует принимать во внимание в пределах практических решений, но нельзя, когда идёт речь о нравственном оправдании самого акта эвтаназии. |

### Законодательное регулирование

Законность эвтаназии во всём мире:
Активная эвтаназия разрешена.
Пассивная эвтаназия разрешена (Отказ от лечения / отключение от жизнеобеспечения)
Активная эвтаназия запрещена. Пассивная не отрегулирована законами.
Любая форма эвтаназии запрещена.

Пионером в области легализации добровольной смерти стали Нидерланды. В 1984 году Верховный суд страны признал добровольную эвтаназию приемлемой. 1 апреля 2002 года эвтаназия в Нидерландах стала легальной.
Эвтаназия была легализована в Бельгии в 2002 году. В 2003 году эвтаназия помогла расстаться с жизнью 200 смертельно больным пациентам, а в 2004 году — 360 пациентам.
В 2014 году в Бельгии была узаконена эвтаназия детей.
В США закон, разрешающий оказание медицинской помощи в осуществлении самоубийства больным в терминальной стадии, был принят (с рядом ограничений) в ноябре 1994 года в штате Орегон, а в ноябре 2008 года в штате Вашингтон. В штате Вермонт 13 мая 2013 года принят законопроект, разрешающий эвтаназию. В марте 2012 года губернатор штата Джорджия Натан Дил подписал законопроект, запрещающий эвтаназию. В Калифорнии в октябре 2015 года губернатором Джерри Брауном был подписан закон «О праве на смерть», который разрешает проведение эвтаназии. Таким образом, процедура разрешена в 5 штатах.
В Люксембурге разрешено помогать безнадёжно больным людям уходить из жизни.
В Азербайджане запрет эвтаназии закреплён законодательно: согласно УК Азербайджана, эвтаназия «наказывается исправительными работами на срок до двух лет либо лишением свободы на срок до трёх лет с лишением права занимать определённую должность или заниматься определённой деятельностью на срок до трёх лет или без такового».
В России эвтаназия законодательно запрещена статьёй 45 Федерального закона № 323 «Об основах охраны здоровья граждан в Российской Федерации», который определяет эвтаназию как ускорение смерти пациента по его просьбе.
С точки зрения УК РФ эвтаназия карается статьёй 105.
В Казахстане осуществление эвтаназии запрещается, в соответствии со ст. 154 Кодекса «О здоровье народа и системе здравоохранения».
Верховный суд Канады разрешил применение эвтаназии.
26 февраля 2020 года Федеральный конституционный суд ФРГ разрешил содействие эвтаназии.
В сентябре 2021 года эвтаназию легализовал пятый штат Австралии.

### Отношение в профессиональном сообществе
51,5 % и 44,8 % российских врачей в возрасте соответственно 41—50 и 51—65 лет на вопрос социологического опроса (1991—1992 гг.) «считаете ли Вы допустимой эвтаназию?» ответили «никогда об этом не думал(а)». Положительный ответ был дан 49 % врачей в возрасте 21—30 лет.
Опрос более 10 000 врачей в США в 2010 году показал, что 16,3 % врачей рассматривали бы возможность прекращения поддерживающей жизнь терапии, потому что этого требовала семья, даже если бы они считали это преждевременным. Примерно 54,5 % не ответили, а остальные 29,2 % ответили, что решение зависит от обстоятельств. Исследование также показало, что 45,8 % врачей согласились с тем, что самоубийство с помощью врача должно быть разрешено в некоторых случаях; 40,7 % — нет, а остальные 13,5 % считают, что это зависит от обстоятельств.

## Эвтаназия и политика
Общественно-политическая деятельность, направленная на убеждение общественного мнения в допустимости эвтаназии, то есть удовлетворения просьбы смертельно больного об ускорении его смерти какими-либо действиями или средствами, проводится во многих странах. Сторонники эвтаназии аргументируют свою позицию соображениями гуманности, противники же считают её легализацией содействия в самоубийстве, а также разные криминальные проявления, связанные с лишением жизни. В некоторых странах, как, например, в Австралии, пропаганда эвтаназии влечёт за собой уголовное наказание по статьям «доведение до самоубийства», «содействие в самоубийстве» и прочим. В некоторых странах (Нидерланды, Бельгия, Канада) эвтаназия разрешена законодательно.
В России 16 апреля 2007 года депутат Госсобрания Башкирии Эдвард Мурзин внёс предложение по поправке в Уголовный кодекс РФ, которая потребуется после возможной легализации эвтаназии. В это же время Совет Федерации РФ подготовил законопроект, легализующий в России эвтаназию, который сразу вызвал волну критики со стороны консервативных и религиозных кругов.